# Aladdin (film, 1992)
Aladdin är en amerikansk tecknad film från Walt Disney Pictures baserad på sagan Aladdin ur Tusen och en natt. Filmen hade premiär 1992. Aladdin är regisserad av Ron Clements och John Musker, efter filmmanus av Ted Elliott och Terry Rossio som är en fri tolkning ur sagan Aladdin ur Tusen och en natt.
Filmen vann två Oscar-statyer på Oscarsgalan 1993, för bästa sång (A Whole New World) och bästa filmmusik. Dessutom vann filmen tre Golden Globe Award, för bästa sång och originalmusik samt ett särskilt pris till Robin Williams för dennes röstskådespeleri.

## Handling
Jafar, vesir till sultanen i Agrabah, har sökt hela sitt liv efter en förtrollad grotta i vilken finns en magisk lampa. När Jafar äntligen hittar grottan visar det sig att bara en enda person får gå in, den fattige och snälle gatupojken Aladdin. Samtidigt har sultanens dotter Jasmine allt man kan önska sig, förutom att förr eller senare tvingas till ett kungligt äktenskap och att inte få lämna palatset. En dag rymmer hon för att få uppleva världen utanför palatset. Aladdin och Jasmine träffas och en vänskap uppstår.
Jafar har i sin tur skickat ut sultanens vakter för att fånga in Aladdin för att låta honom gå in i grottan. Aladdin går motvilligt med på att gå in i grottan för att hämta lampan utan att röra de andra skatterna. På vägen till lampan stöter Aladdin och hans kleptomaniska apa Abu på en flygande matta som visar vägen till lampan. När Aladdin ska hämta lampan får Abu syn på en jättestor rubin och kan inte hålla emot frestelsen och den förtrollade grottans förbannelse tar nästan kål på dem. Men med hjälp av den flygande mattan lyckas Aladdin och Abu ta sig till grottans öppning. När Jafar har fått lampan i sin hand sparkar han ner Aladdin och Abu i grottan precis innan den rasar samman.
Aladdin och Abu är instängda. Samtidigt upptäcker Jafar att han inte har lampan utan att Abu tagit den ur hans ficka innan han blev nedslängd i hålet. Nere i grottan blir Aladdin nyfiken på lampan, gnider den och ut kommer den helsnurrige men vänlige Anden som är skyldig att ge sin herre tre önskningar, om än med vissa förbehåll (kan inte döda någon, kan inte återuppväcka någon död och kan inte få någon att bli förälskad). Aladdin lyckas överlista Anden att komma ut från gottan utan att utnyttja någon av sina önskningar. Väl ute ur grottan önskar att han blir en prins så att han kan träffa och imponera på Jasmine. Men Jafar genomskådar honom och knycker med hjälp av sin tama papegoja Jago lampan från Aladdin och tar över makten från sultanen med hjälp av Anden.
Med sin första önskan gör sig Jafar till sultan. Men då Jasmine och hennes far vägrar att erkänna honom utnyttjar Jafar sin andra önskan till att bli en häxmästare som med magi tvingar dem. Aladdin lyckas till sist överlista Jafar och dennes megalomani genom att få honom att i sin tredje önskan låta sig att bli en ande, med de begränsningar som följer av att vara bunden till en lampa. Efter att ordningen är återställd, beslutar sultanen att sin dotter får gifta sig med den som hon vill, dvs Aladdin. Aladdin utnyttjar sin sista önskan till att låta sin vän Anden få bli fri från sin lampa.

## Produktion
Howard Ashman föreslog att man skulle göra en tecknad musikalfilm baserad på Aladdin, och han kom att skriva ett manusutkast och flera sånger med Alan Menken.

## Animatörer och bildkonstnärer
Filmens design formades mycket av Eric Goldberg. Han ville att stilen skulle associera till den amerikanska karikatyrtecknaren Al Hirschfeld. Rasoul Azadani, layout supervisor, bidrog med tusentals fotografier från sin hemstad Esfahan i Iran. Färgen har inte bara dekorativ betydelse, utan är laddad med symbolik. Den onde figuren Jafar är klädd i rött och när han tar över som ledare blir allt rödfärgat. Blått är färgen för det goda; såsom anden i lampan, flygturen med den magiska mattan, första kvällen i Aladdins bostad.

## Rollista
| Figur                   | Engelska röster   | Engelska röster (sång) | Svenska röster   |
| ----------------------- | ----------------- | ---------------------- | ---------------- |
| Aladdin                 | Scott Weinger     | Brad Kane              | Peter Jöback     |
| Anden                   | Robin Williams    | Robin Williams         | Dan Ekborg       |
| Prinsessan Jasmine      | Linda Larkin      | Lea Salonga            | Myrra Malmberg   |
| Jafar                   | Jonathan Freeman  |                        | Mikael Samuelson |
| Abu                     | Frank Welker      |                        | Frank Welker     |
| Jago                    | Gilbert Gottfried |                        | Anders Öjebo     |
| Sultanen                | Douglas Seale     |                        | Nils Eklund      |
| Gatuförsäljaren         | Robin Williams    | Bruce Adler            | Per Eggers       |
| Razoul                  | Jim Cummings      |                        | Micke Dubois     |
| Rajah                   | Frank Welker      |                        | Frank Welker     |
| Den magiska grottan     | Frank Welker      |                        | Torsten Wahlund  |
| Prins Achmed            | Corey Burton      |                        | Per Eggers       |
| Fiskförsäljaren         |                   |                        | Micke Dubois     |
| Äppleförsäljaren Farouk | Jim Cummings      |                        | Micke Dubois     |

## Premiärdatum

### Svenska premiärer
- 19 november 1993 - Svensk biopremiär
- 17 augusti 1994 - Köpvideopremiär

## Skillnader mellan filmen och sagan
Det finns ett flertal skillnader mellan berättelsen om Aladdin i sagosamlingen Tusen och en natt och Disneys tolkning. Några av dem är:
- Filmens handling utspelar sig helt och hållet i Persien medan sagan till största delen utspelar sig i Kina och till viss del i Afrika.

- I filmen är Aladdin helt föräldralös. Det framkommer dock att hans far, Cassim, är vid liv i filmen Aladdin och rövarnas konung. I samma film nämner Aladdin att hans mor dog när han var väldigt ung. I sagan bor Aladdin dock hos sin mor medan hans far är död. Aladdin är heller ingen tjuv i sagan, utan är arbetssökande.

- I filmen har Aladdin en apa vid namn Abu medan han inte har något husdjur i sagan.

- I sagan heter prinsessan Badroulbadour, och inte Jasmine. Hennes far är dessutom Kinas kejsare istället för en persisk sultan. I sagan eskorteras prinsessan till ett badhus under kejsarens strikta order att varje man som tittar på henne ska dömas till döden. Detta resulterar i att varje manlig medborgare, inklusive Aladdin, måste hålla sig inomhus med täckta fönster. Aladdin tar sig av nyfikenhet in på badhuset för att se henne, varpå han förälskar sig i henne. I filmen träffas de dock på marknadsplatsen efter att Jasmine rymt från palatset, förklädd till en fattig flicka. Aladdin är i filmen till en början omedveten om att hon är prinsessa.

- I sagan förekommer två andar. Förutom lampans ande förekommer även en ringande som Aladdin får av trollkarlen för att skydda honom från farorna i grottan. Denna ande är dock inte lika kraftfull. I sagan är det ringens ande som hjälper Aladdin att komma ut ur den magiska grottan medan lampans ande först uppenbarar sig hemma hos honom och hans mor när lampan putsas. Denna ande kan i sagan bevilja hur många önskningar som helst istället för att de begränsas till tre. I sagan står det inte att anden finns i lampan utan istället att anden blir frammanad när lampan gnids. I sagan blir Aladdin aldrig vän med anden och önskar honom aldrig fri.

- Filmens huvudskurk, Jafar, är delvis en kombination av två figurer ur sagan. Den ene är trollkarlen från Afrika som påstår sig vara brodern till Aladdins bortgångne far och som lurar ner Aladdin i grottan där lampan finns. Den andre är kejsarens vesir, som vill att hans son ska gifta sig med prinsessan och ta över riket. I filmen är det Jafars papegoja, Jago, som stjäl lampan från Aladdin för att ge den till Jafar. I sagan lurar dock Jafars motsvarighet till sig lampan genom att byta ut nya lampor mot begagnade. Prinsessan, som vid denna tidpunkt är omedveten om lampans värde, byter då ut den mot en ny lampa för att överraska sin make, Aladdin. När sagans trollkarl får tag i lampan önskar han inte att han blir sultan, häxmästare eller ande, såsom Jafar gör i filmen, utan att prinsessan och palatset ska förflyttas till hans boning i Afrika.

- I sagan får Aladdin tillstånd att gifta sig med prinsessan om han och hans mor kan uppvisa en stor mängd juveler för kejsaren, vilket de gör med andens hjälp. I filmen råder dock en strikt lag om att bara en prins får gifta sig med prinsessan. Därmed använder Aladdin en av sina önskningar för att bli en prins, vilket är en bluff som Jafar så småningom avslöjar. I slutet av filmen beviljar dock sultanen prinsessan att gifta sig med vem hon än vill, och hon väljer då Aladdin.

## TV-spel
Det finns flera olika datorspel baserade på filmen som släpptes till de vanligaste spelkonsolerna vid tidpunkten för filmens premiär, bland annat för Sega Mega Drive och Super Nintendo; se Disney's Aladdin (datorspel).